# 2238 Steshenko
A 2238 Steshenko (ideiglenes jelöléssel 1972 RQ1) a Naprendszer kisbolygóövében található aszteroida. Nyikolaj Csernih fedezte fel 1972. szeptember 11-én.